# اودنباخ
اودنباخ (به آلمانی: Odenbach) یک شهر در آلمان است که در Lauterecken-Wolfstein واقع شده‌است. اودنباخ ۹۲۲ نفر جمعیت دارد.